# 平沼橋駅
平沼橋駅（ひらぬまばしえき）は、神奈川県横浜市西区西平沼町にある、相模鉄道相鉄本線の駅である。駅番号はSO02。

## 歴史
- 1931年（昭和6年）10月25日：鉄道省線（現・JR線）の側線を借り、平沼駅跡地の南側に開業。1933年（昭和8年）12月横浜駅まで延伸するまでの間、当駅が始発駅だった。
- 1957年（昭和32年）1月18日：国鉄貨物線の譲渡を受け複線化。当駅ホーム上にJR線及び相鉄本線下り線を跨ぐ架線柱が立っているのはその名残である。
- 1970年（昭和45年）12月26日：橋上駅舎完成[1]。
- 2017年（平成29年）1月16日：相鉄デザインブランドアッププロジェクトの一環で実施されていた駅舎（内外装など）のリニューアルが完成[2]。
- 2024年（令和6年）3月24日：ホームドアの使用を開始[3]。

### 駅名の由来
駅の近くを流れる帷子川と線路を跨ぐ陸橋である「平沼橋」に由来する。帷子川に架かる小さな橋は旧来の平沼橋で、現在は「元平沼橋」と称する。なお、当駅改札口に最も近い帷子川の橋は「平岡橋」である。

## 駅構造
島式ホーム1面2線を有する地上駅で、橋上駅舎を有している。コンコース部とホーム・地上部を連絡するエレベーターとトイレが設置されており、多機能トイレも併設されている。駅南東には東海道本線と横須賀線が並走しているが、ホームはない。
2007年に新タイプの駅名標がホームの横浜寄りに設置され、2009年度末頃までにそれ以外の部分も更新された。その後、他の各駅へでの更新も順次進められている。
さらに2015年より相鉄デザインブランドアッププロジェクトの一環で駅舎の内外装などのリニューアルを実施（当駅がその第一号）、2017年1月に完成した。

### のりば
| 番線 | 路線     | 方向 | 行先                                             |
| ---- | -------- | ---- | ------------------------------------------------ |
| 1    | 相鉄本線 | 下り | 海老名・湘南台・羽沢横浜国大（西谷乗り換え）方面 |
| 2    | 相鉄本線 | 上り | 横浜方面                                         |

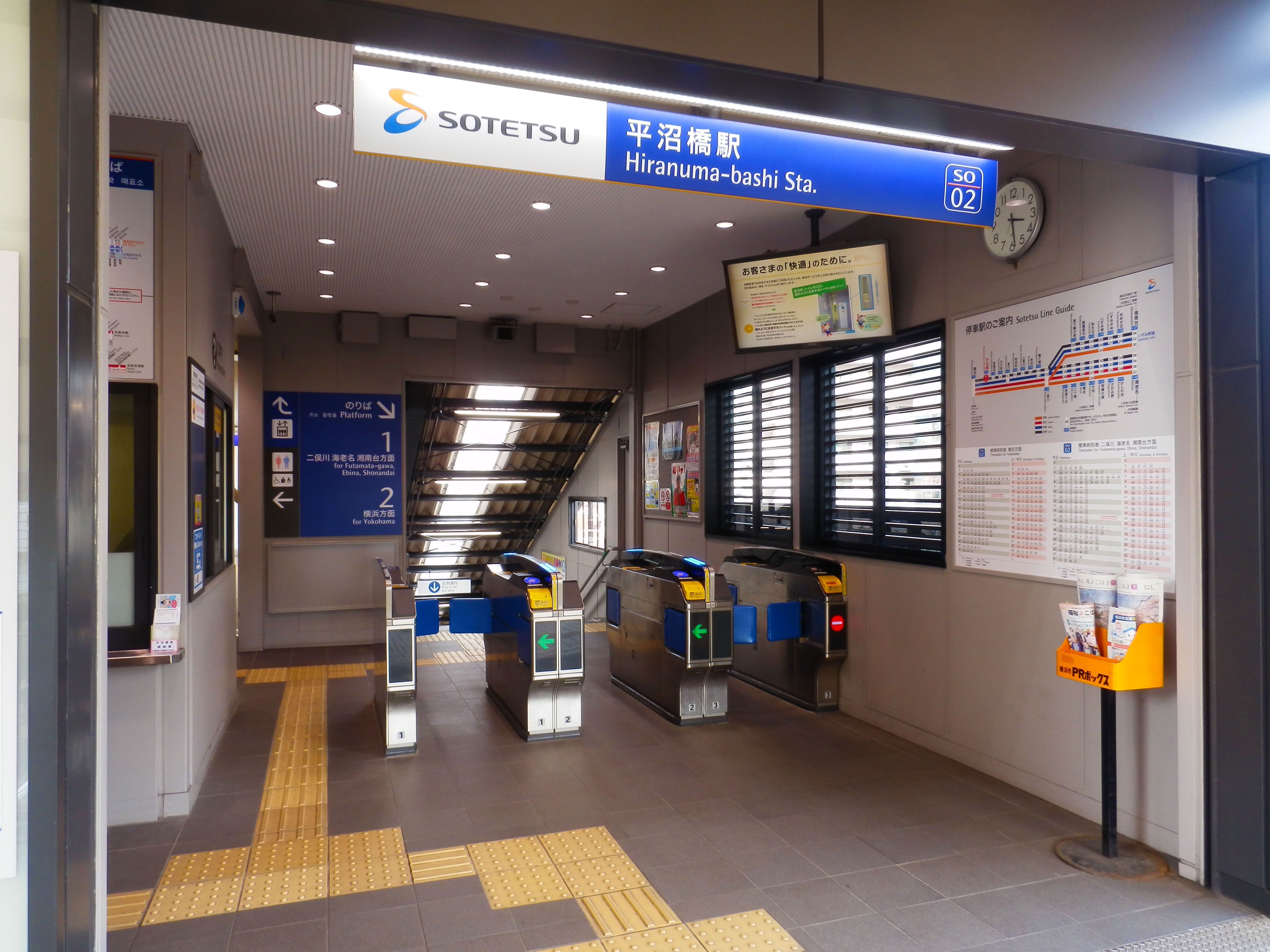
改札口（2017年4月）
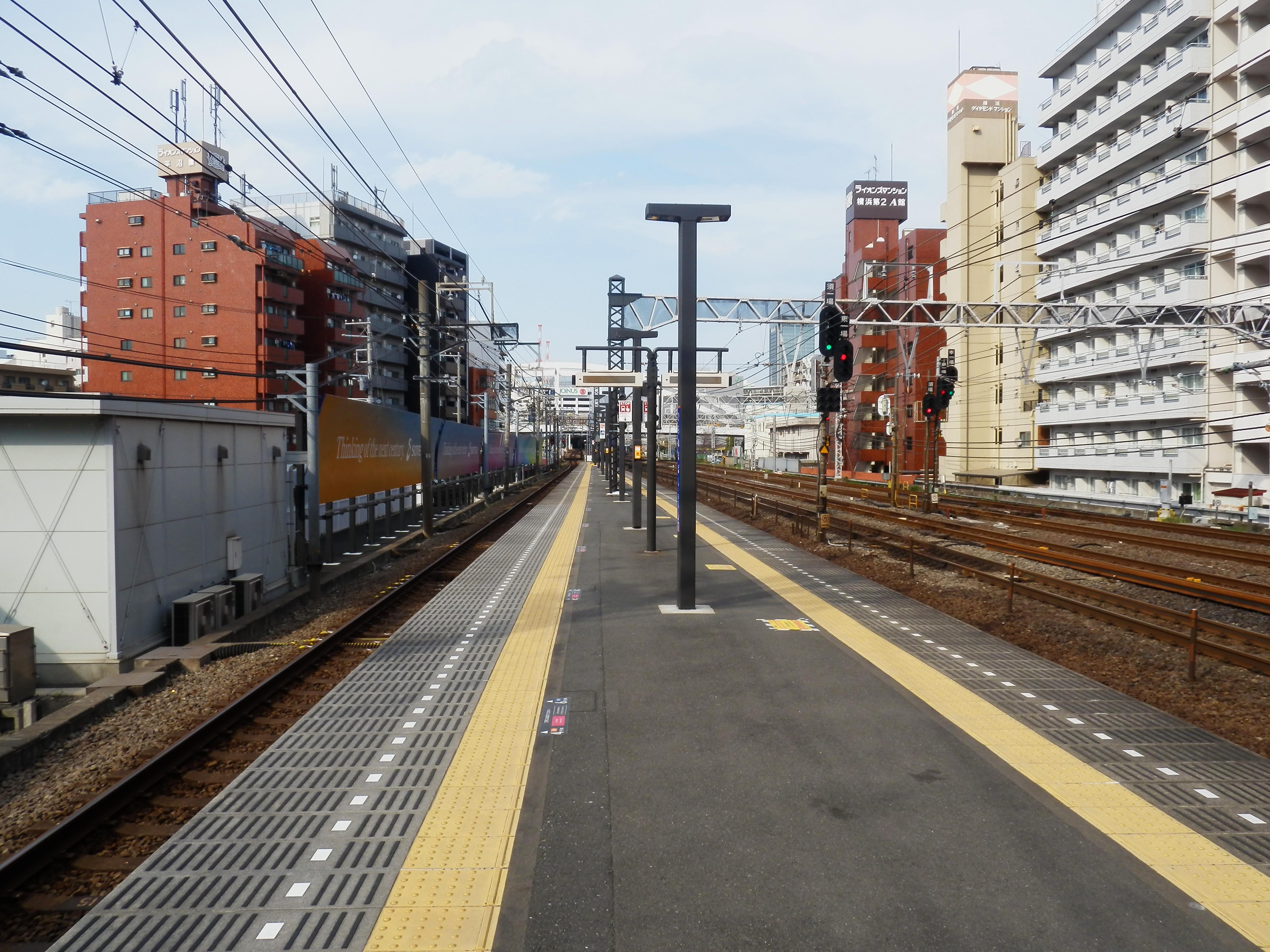
ホーム（2017年4月）
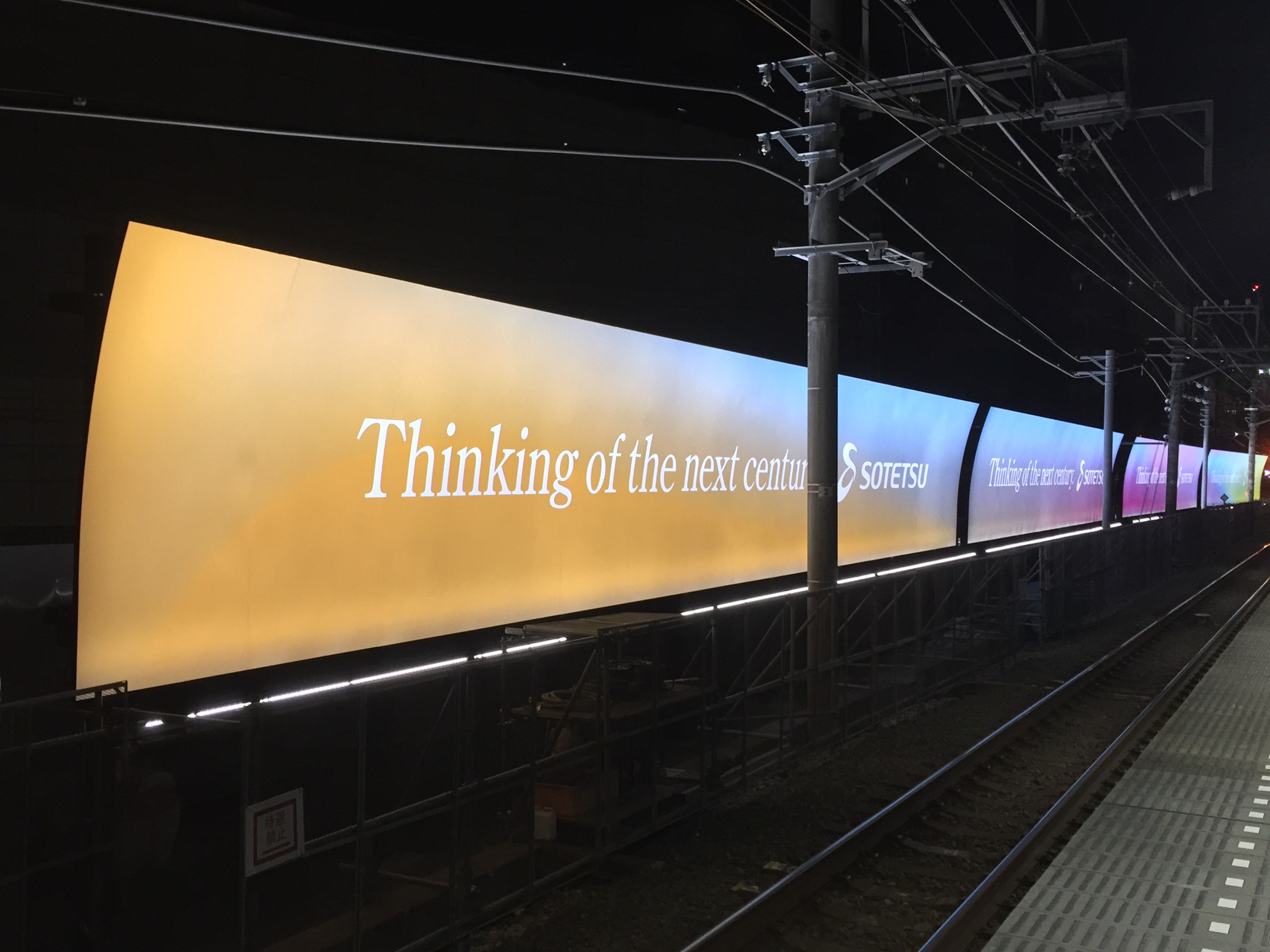
デザインブランドアッププロジェクトにより設置されたメッセージボード（2017年2月）
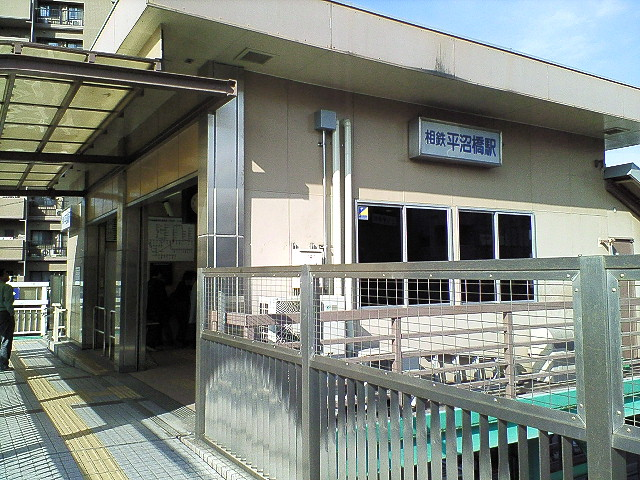
リニューアル前の駅舎（2007年1月）

## 利用状況
2024年度の1日平均乗降人員は9,177人である。相鉄線全27駅中第26位で、ゆめが丘駅に次いで少ない。
近年の1日平均乗降・乗車人員推移は下記の通り。
| 年度               | 1日平均 乗降人員 | 1日平均 乗車人員 | 出典     |
| ------------------ | ---------------- | ---------------- | -------- |
| 1980年（昭和55年） |                  | 2,307            | [ # 1 ]  |
| 1981年（昭和56年） |                  | 2,353            | [ # 1 ]  |
| 1982年（昭和57年） |                  | 2,422            | [ # 1 ]  |
| 1983年（昭和58年） |                  | 2,533            | [ # 1 ]  |
| 1984年（昭和59年） |                  | 2,751            | [ # 1 ]  |
| 1985年（昭和60年） |                  | 2,836            | [ # 1 ]  |
| 1986年（昭和61年） |                  | 2,721            | [ # 1 ]  |
| 1987年（昭和62年） |                  | 2,872            | [ # 1 ]  |
| 1988年（昭和63年） |                  | 2,951            | [ # 1 ]  |
| 1989年（平成元年） |                  | 3,016            | [ # 1 ]  |
| 1990年（平成02年） |                  | 3,063            | [ # 1 ]  |
| 1991年（平成03年） |                  | 3,246            | [ # 1 ]  |
| 1992年（平成04年） |                  | 3,510            | [ # 1 ]  |
| 1993年（平成05年） |                  | 3,441            | [ # 1 ]  |
| 1994年（平成06年） |                  | 3,422            | [ # 1 ]  |
| 1995年（平成07年） |                  | 3,443            | [ # 1 ]  |
| 1996年（平成08年） |                  | 3,362            | [ # 1 ]  |
| 1997年（平成09年） |                  | 3,315            | [ # 1 ]  |
| 1998年（平成10年） |                  | 3,231            | [ # 1 ]  |
| 1999年（平成11年） | 6,470            | 3,040            | [ * 1 ]  |
| 2000年（平成12年） | 6,232            | 2,920            | [ * 1 ]  |
| 2001年（平成13年） | 6,037            | 2,828            | [ * 2 ]  |
| 2002年（平成14年） | 5,697            | 2,658            | [ * 3 ]  |
| 2003年（平成15年） | 5,421            | 2,516            | [ * 4 ]  |
| 2004年（平成16年） | 5,373            | 2,510            | [ * 5 ]  |
| 2005年（平成17年） | 6,379            | 3,084            | [ * 6 ]  |
| 2006年（平成18年） | 6,534            | 3,156            | [ * 7 ]  |
| 2007年（平成19年） | 6,662            | 3,214            | [ * 8 ]  |
| 2008年（平成20年） | 6,756            | 3,274            | [ * 9 ]  |
| 2009年（平成21年） | 6,868            | 3,329            | [ * 10 ] |
| 2010年（平成22年） | 7,039            | 3,418            | [ * 11 ] |
| 2011年（平成23年） | 6,969            | 3,385            | [ * 12 ] |
| 2012年（平成24年） | 7,366            | 3,581            | [ * 13 ] |
| 2013年（平成25年） | 7,647            | 3,725            | [ * 14 ] |
| 2014年（平成26年） | 7,850            | 3,824            | [ * 15 ] |
| 2015年（平成27年） | 8,014            | 3,909            | [ * 16 ] |
| 2016年（平成28年） | 8,136            | 3,972            | [ * 17 ] |
| 2017年（平成29年） | 8,445            | 4,126            | [ * 18 ] |
| 2018年（平成30年） | 8,768            | 4,290            | [ * 19 ] |
| 2019年（令和元年） | 8,926            | 4,377            | [ * 20 ] |
| 2020年（令和02年） | 7,244            | 3,270            | [ * 21 ] |
| 2021年（令和03年） | 7,595            | 3,734            | [ * 22 ] |
| 2022年（令和04年） | 8,294            | 4,089            | [ * 23 ] |
| 2023年（令和05年） | 8,818            |                  |          |
| 2024年（令和06年） | 9,177            |                  |          |

## 駅周辺
横浜駅より徒歩10分程である。2000年代に入ってからは高層マンションの建設が進んでいるが、ところどころに町屋を感じさせる建物も残っている。
- 横浜市西公会堂・西地区センター
- 横浜市立平沼小学校
- 横浜市立岡野中学校
- 神奈川県立横浜平沼高等学校
- 水天宮平沼神社
- コンフォート病院
- 岡野公園
- 東京ガス平沼整圧所[注 1]
- tvkハウジングプラザ横浜（住宅展示場）[注 2]
- 古河電工 横浜研究所
- 横浜油脂工業株式会社 本社・横浜工場
- 京急本線戸部駅
- 西平沼橋、平沼一之橋、平岡橋

## バス路線
最寄りの停留所は南へ徒歩5分の国道1号沿いにある「西平沼橋」で、以下の路線が横浜市交通局（市営）と神奈川中央交通（神奈中）によって運行されている。

### 西平沼橋（国道1号高島町方向）
| 系統  | 主要経由地                     | 行先         | 運行事業者 | 備考                     |
| ----- | ------------------------------ | ------------ | ---------- | ------------------------ |
| 9 102 | 高島町                         | 横浜駅前     | ■市営      |                          |
| 106   | 桜木町駅前・（本牧市民公園前） | 本牧車庫前   | ■市営      | 日中は本牧市民公園前経由 |
| 292   | 岡野町                         | 浅間町車庫前 | ■市営      | 日中のみ                 |
| 77    | 高島町                         | 横浜駅東口   | ■神奈中    |                          |

### 西平沼橋（国道1号保土ヶ谷橋方向）
| 系統 | 主要経由地                   | 行先           | 運行事業者 | 備考                           |
| ---- | ---------------------------- | -------------- | ---------- | ------------------------------ |
| 77   | 保土ヶ谷橋・平戸             | 芹が谷         | ■神奈中    |                                |
| 9    | 保土ヶ谷橋・井土ヶ谷・弘明寺 | 滝頭           | ■市営      |                                |
| 102  | 久保山・浦舟町               | 滝頭           | ■市営      |                                |
| 106  | 保土ケ谷駅東口               | 境木中学校前   | ■市営      | 夜の一部は保土ケ谷駅東口止まり |
| 292  | 御所山                       | パシフィコ横浜 | ■市営      | 日中のみ                       |

## 隣の駅
相模鉄道
 相鉄本線
■特急・■通勤急行（平日上りのみ運転）・■快速
通過
■各駅停車
横浜駅 (SO01) - 平沼橋駅 (SO02) - 西横浜駅 (SO03)
当駅 - 西横浜駅間には、1957年まで古河電線駅が存在していた。